# The New Mutants (soundtrack)
The New Mutants is de originele soundtrack, gecomponeerd door Mark Snow voor de film The New Mutants uit 2020 van Josh Boone. Het album werd uitgebracht op 28 augustus 2020 door Hollywood Records.
In december 2017 werd aangekondigd dat Nate Walcott en Mike Hogis de muziek voor de film zouden componeren, wetende dat ze al met Boone aan een eerdere film hadden samengewerkt.
In februari 2020 werd bekendgemaakt dat Mark Snow uiteindelijk verantwoordelijk zou zijn voor de muziek voor de film. De partituur werd uitgevoerd door een orkest onder leiding van William Ross. De muziek werd opgenomen en gemixt door Greg Hayes.

## Tracklijst
Alle muziek is geschreven door Mark Snow.
| 1.                 | No Way Out                        | 3:32 |
| 2.                 | Smiling Man                       | 2:14 |
| 3.                 | Rahne Dome                        | 1:30 |
| 4.                 | The Bear Advances                 | 1:15 |
| 5.                 | Down from the Tower               | 2:14 |
| 6.                 | Red Snow                          | 1:20 |
| 7.                 | Rahne's Story                     | 1:05 |
| 8.                 | Girl Fight                        | 0:50 |
| 9.                 | Lie Detector                      | 2:16 |
| 10.                | So Am I                           | 0:57 |
| 11.                | Explaining to Rahne               | 1:41 |
| 12.                | The Grand Tour                    | 1:02 |
| 13.                | Regrouping                        | 2:35 |
| 14.                | Girl Chat/Essex Orders            | 2:20 |
| 15.                | Dani Goes Under                   | 4:40 |
| 16.                | Nervous Shower/Meditation         | 1:19 |
| 17.                | Rahne's Confessional              | 1:06 |
| 18.                | Obedience                         | 0:58 |
| 19.                | Fighting Back                     | 2:52 |
| 20.                | Dome Pt. 2                        | 2:16 |
| 21.                | Too Hot                           | 2:17 |
| 22.                | Dani Begins Testing               | 0:42 |
| 23.                | Wake Up in Hospital               | 2:34 |
| 24.                | Hey Yogi                          | 1:05 |
| 25.                | Not so Solitary                   | 1:06 |
| 26.                | Dr. Reyes Knows/Fighting the Bear | 3:31 |
| 27.                | Nice Bear                         | 3:56 |
| 28.                | Calling all Mutants               | 0:56 |
| 29.                | Victory                           | 3:40 |
| 30.                | Control/Time to Sleep             | 3:52 |
| Totale duur: 61:41 |                                   |      |

## Overige muziek uit de film
- "Closer" – Tegan and Sara
- "Coal Miner's Daughter" – Loretta Lynn
- "Bastards of Young" – The Replacements
- "The Kiss", Pt 1 & 2 – Nate Walcott & Mike Mogis
- "The Big Fight" (Buffy the Vampire Slayer) – Christophe Beck
- "Do You Like What You See" – Foxxi
- "The End" – Nate Walcott & Mike Mogis